# ولايات تنزانيا
اعتبارًا من عام 2021، هناك 31 إقليم في تنزانيا مقسم إلى 184 ولاية (السواحيلية: ولاية).
في عام 2016، أُنشِئ إقليم سونجوي من الجزء الغربي من إقليم مبيا.
تُدار كل ولاية من قبل مجلس الولاية. تُدار المدن بشكل منفصل من قبل مجالسها الخاصة، وبينما تكون داخل الإقليم إدارياً، لا تعتبر واقعة داخل الولاية. تُسرد الولايات أدناه، حسب المنطقة غير الرسمية ثم الإقليم.

## الولايات الأكثر سكانًا
1. ولاية كينوندوني  [لغات أخرى]‏، إقليم دار السلام (1،775،049 نسمة)
2. ولاية تيميكي  [لغات أخرى]‏، إقليم دار السلام (1،368،881 نسمة)
3. ولاية إيلالة  [لغات أخرى]‏، إقليم دار السلام (1،220،611 نسمة)
4. ولاية جايتا  [لغات أخرى]‏، إقليم جيتا (807،619 نسمة)
5. ولاية سينجيريمه  [لغات أخرى]‏، إقليم موانزا (663،034 نسمة)
6. ولاية ميليبا  [لغات أخرى]‏، إقليم كاجيرا (540،310 نسمة)
7. ولاية كاهاما الحضرية  [لغات أخرى]‏ (523،802 نسمة)
8. ولاية نزيغا  [لغات أخرى]‏، إقليم تابورا (502،252 نسمة)
9. ولاية ليشوتو  [لغات أخرى]‏، إقليم تانغا (492،441 نسمة)
10. ولاية موشي الريفية  [لغات أخرى]‏، إقليم كليمنجارو (466،737 نسمة)

## الوسط

### إقليم دودوما

مناطق منطقة دودوما

| الولاية        | النوع | السكان (2016) | المساحة    | المدينة / البلدة | موقع الكتروني           |
| -------------- | ----- | ------------- | ---------- | ---------------- | ----------------------- |
| ولاية دودوما ‏  | مدينة | 44٬640        | 2 608 كم2  | دودوما           | موقع الولاية الالكتروني |
| كوندوا ‏        | بلدة  | 64٬147        |            | كوندوا           | موقع الولاية الالكتروني |
| ولاية باهي ‏    | قروي  | 240٬891       | 5 633 كم2  |                  | موقع الولاية الالكتروني |
| ولاية شاموينو ‏ | قروي  | 359٬244       | 9 204 كم2  |                  | موقع الولاية الالكتروني |
| ولاية شيمبا ‏   | قروي  | 256٬178       | 7 290 كم2  |                  | موقع الولاية الالكتروني |
| ولاية كودوا ‏   | قروي  | 228٬976       | 5 792 كم2  |                  | موقع الولاية الالكتروني |
| ولاية كونغوا ‏  | قروي  | 336٬888       | 3 958 كم2  |                  | موقع الولاية الالكتروني |
| ولاية مبوابوا ‏ | قروي  | 331٬544       | 7 455 كم2  |                  | موقع الولاية الالكتروني |
| المجموع        |       | 2،264،508     | 41 311 كم2 |                  | موقع الإقليم الالكتروني |

### إقليم سينغيدا

ولايات إقليم سينغيدا

| الولاية                | النوع | السكان (2016) | المساحة    | المدينة / البلدة | موقع الكتروني           |
| ---------------------- | ----- | ------------- | ---------- | ---------------- | ----------------------- |
| ولاية سينجيدا الحضرية ‏ | مدينة | 165٬008       | 720,6 كم2  | محافظة سينغيدا   | موقع الولاية الالكتروني |
| ولاية إكونجي ‏          | ولاية | 299٬512       | 8 861 كم2  |                  | موقع الولاية الالكتروني |
| ولاية إرامبا ‏          | ولاية | 259267        | 4 487 كم2  |                  | موقع الولاية الالكتروني |
| ولاية إتيجي ‏           | ولاية | 123٬515       |            |                  | موقع الولاية الالكتروني |
| ولاية مانيوني ‏         | ولاية | 202117        | 28 934 كم2 |                  | موقع الولاية الالكتروني |
| ولاية مكالاما ‏         | ولاية | 207٬093       | 3 121 كم2  |                  | موقع الولاية الالكتروني |
| ولاية سينجيدا ‏         | ولاية | 247٬460       | 2 400 كم2  |                  | موقع الولاية الالكتروني |
| المجموع                |       | 1،503،972     | 49 340 كم2 |                  | موقع الإقليم الالكتروني |

### إقليم تابورا

ولايات إقليم تابورا

| الولاية               | النوع | السكان (2016) | المساحة    | المدينة / البلدة | موقع الكتروني           |
| --------------------- | ----- | ------------- | ---------- | ---------------- | ----------------------- |
| ولاية تابورا الحضرية ‏ | مدينة | 255٬173       | 1 461 كم2  | تابورا           | موقع الولاية الالكتروني |
| نزيغا ‏                | بلدة  | 72٬355        |            | نزيغا ‏           | موقع الولاية الالكتروني |
| ولاية إغينغا ‏         | ولاية | 449٬340       | 7 064 كم2  |                  | موقع الولاية الالكتروني |
| ولاية كليوا ‏          | ولاية | 442٬182       | 15 445 كم2 |                  | موقع الولاية الالكتروني |
| ولاية نزيغا ‏          | ولاية | 492٬237       | 7 864 كم2  |                  | موقع الولاية الالكتروني |
| ولاية سيكونج ‏         | ولاية | 202٬210       | 26 283 كم2 |                  | موقع الولاية الالكتروني |
| ولاية إيرامبو ‏        | ولاية | 216٬708       | 5 416 كم2  |                  | موقع الولاية الالكتروني |
| ولاية ويوي ‏           | ولاية | 445٬852       | 11 967 كم2 |                  | موقع الولاية الالكتروني |
| المجموع               |       | 2٬576,053     | 76 150 كم2 |                  | موقع الإقليم الالكتروني |

## الساحل

### إقليم دار السلام
| الولاية          | النوع | السكان (2016) | المساحة   | المدينة / البلدة | موقع الكتروني           | Mother District |
| ---------------- | ----- | ------------- | --------- | ---------------- | ----------------------- | --------------- |
| ولاية إيلالة ‏    | DSM   | 1٬528,489     | 3٬650 كم2 | دار السلام       | موقع الولاية الالكتروني | Ilala           |
| ولاية كيغامبوني ‏ | DSM   | 1٬510,129     |           | دار السلام       | موقع الولاية الالكتروني | Temeke          |
| ولاية كينوندوني ‏ | DSM   | 1٬164,177     | 5٬374 كم2 | دار السلام       | موقع الولاية الالكتروني | Kinondoni       |
| ولاية تيميكي ‏    | DSM   | 204٬029       | 7٬287 كم2 | دار السلام       | موقع الولاية الالكتروني | Temeke          |
| ولاية أوبونغو ‏   | DSM   | 1٬058,597     |           | دار السلام       | موقع الولاية الالكتروني | Kinondoni       |
| المجموع          |       | 5٬465,420     | 1 393 كم2 |                  | موقع الإقليم الالكتروني |                 |

### إقليم ليندي
| الولاية              | النوع | السكان (2016) | المساحة    | المدينة / البلدة | موقع الكتروني           |
| -------------------- | ----- | ------------- | ---------- | ---------------- | ----------------------- |
| ولاية ليندي الحضرية ‏ | مدينة | 81٬839        | 1 064 كم2  | ليندي            | موقع الولاية الالكتروني |
| ولاية في كيلوا ‏      | ولاية | 197٬998       | 15 000 كم2 |                  | موقع الولاية الالكتروني |
| ولاية ليندي ‏         | ولاية | 201٬526       | 5 975 كم2  |                  | موقع الولاية الالكتروني |
| ولاية ليوالي ‏        | ولاية | 94٬855        | 34 314 كم2 |                  | موقع الولاية الالكتروني |
| ولاية ناشينغويا ‏     | ولاية | 185٬251       | 5 975 كم2  |                  | موقع الولاية الالكتروني |
| ولاية روانغوا ‏       | ولاية | 136٬065       | 2 516 كم2  |                  | موقع الولاية الالكتروني |
| المجموع              |       | 897٬533       | 66 040 كم2 |                  | موقع الإقليم الالكتروني |

### إقليم موروغورو
| الولاية                 | النوع | السكان (2016) | المساحة    | المدينة / البلدة | موقع الكتروني           |
| ----------------------- | ----- | ------------- | ---------- | ---------------- | ----------------------- |
| ولاية موروغورو الحضرية ‏ | مدينة | 347٬038       | 2٬884 كم2  | موروغورو         | موقع الولاية الالكتروني |
| إيفاكارا ‏               | بلدة  | 106٬424       | 3 893 كم2  | إيفاكارا ‏        | موقع الولاية الالكتروني |
| ولاية غايرو ‏            | ولاية | 212٬059       | 1 974 كم2  |                  | موقع الولاية الالكتروني |
| ولاية كيلومبيرو ‏        | ولاية | 448٬133       | 13 546 كم2 |                  | موقع الولاية الالكتروني |
| ولاية كيلوسا ‏           | ولاية | 481٬418       | 11 774 كم2 |                  | موقع الولاية الالكتروني |
| ولاية مالينيي ‏          | ولاية | 125٬472       |            |                  | موقع الولاية الالكتروني |
| ولاية موروغورو الريفية ‏ | ولاية | 169٬740       | 12 457 كم2 |                  | موقع الولاية الالكتروني |
| ولاية امفوكيرو ‏         | ولاية | 342٬911       | 6 633 كم2  |                  | موقع الولاية الالكتروني |
| ولاية ‏                  | ولاية | 165٬903       | 23 462 كم2 |                  | موقع الولاية الالكتروني |
| المجموع                 |       | 2٬437,431     | 70 624 كم2 |                  | موقع الإقليم الالكتروني |

### إقليم متوارا
| الولاية          | النوع | السكان (2016) | المساحة    | المدينة / البلدة | موقع الكتروني           |
| ---------------- | ----- | ------------- | ---------- | ---------------- | ----------------------- |
| Mtwara City ‏     | مدينة | 113٬732       | 1٬699 كم2  | متوارا           | موقع الولاية الالكتروني |
| Masasi Urban ‏    | بلدة  | 94٬342        | 7٬533 كم2  |                  | موقع الولاية الالكتروني |
| Nanyumbu Urban ‏  | بلدة  | 107٬112       |            |                  | موقع الولاية الالكتروني |
| Newala Urban ‏    | بلدة  | 93٬728        |            |                  | موقع الولاية الالكتروني |
| ماساسي ‏          | ولاية | 273٬940       | 4 006 كم2  |                  | موقع الولاية الالكتروني |
| Mtwara District ‏ | ولاية | 132٬329       | 3 692 كم2  |                  | موقع الولاية الالكتروني |
| ولاية نانييمبو ‏  | ولاية | 158٬425       | 5 204 كم2  |                  | موقع الولاية الالكتروني |
| ولاية نوالا ‏     | ولاية | 122٬072       | 1 953 كم2  |                  | موقع الولاية الالكتروني |
| ولاية تنداهيمبا ‏ | ولاية | 238٬927       | 2 049 كم2  |                  | موقع الولاية الالكتروني |
| المجموع          |       | 1٬334,606     | 16 710 كم2 |                  | موقع الإقليم الالكتروني |

### إقليم بواني

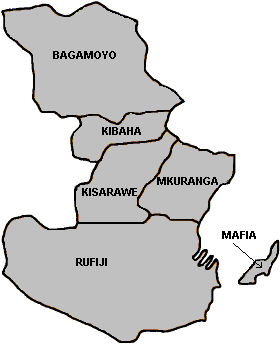
ولايات الإقليم

| الولاية         | النوع | السكان (2016) | المساحة    | المدينة / البلدة | موقع الكتروني           |
| --------------- | ----- | ------------- | ---------- | ---------------- | ----------------------- |
| كيباها          | بلدة  | 140٬097       | 7٬058 كم2  | كيباها           | موقع الولاية الالكتروني |
| ولاية باغامويو ‏ | ولاية | 106٬484       | 8 463 كم2  |                  | موقع الولاية الالكتروني |
| ولاية تشالينزي ‏ | ولاية | 233٬423       | 8 042 كم2  |                  | موقع الولاية الالكتروني |
| ولاية كيباها ‏   | ولاية | 76٬552        | 1 502 كم2  |                  | موقع الولاية الالكتروني |
| ولاية كسراوي ‏   | ولاية | 110٬777       | 5 028 كم2  |                  | موقع الولاية الالكتروني |
| جزيرة مافيا     | ولاية | 50٬634        | 6٬427 كم2  |                  | موقع الولاية الالكتروني |
| ولاية مكورانغا ‏ | ولاية | 243٬062       | 2 827 كم2  |                  | موقع الولاية الالكتروني |
| ولاية ريفيجي ‏   | ولاية | 236٬901       | 12 752 كم2 |                  | موقع الولاية الالكتروني |
| المجموع         |       | 1٬197,933     | 32 547 كم2 |                  | موقع الإقليم الالكتروني |

## البحيرة

### إقليم كاجيرا

ولايات الإقليم

| الولاية             | النوع | السكان (2016) | المساحة    | المدينة / البلدة | موقع الكتروني           |
| ------------------- | ----- | ------------- | ---------- | ---------------- | ----------------------- |
| Bukoba City ‏        | مدينة | 146٬169       | 8٬325 كم2  | بوكوبا           | موقع الولاية الالكتروني |
| Biharamulo District | ولاية | 367٬120       | 7 464 كم2  |                  | موقع الولاية الالكتروني |
| Bukoba District ‏    | ولاية | 328٬773       | 1 654 كم2  |                  | موقع الولاية الالكتروني |
| Karagwe District    | ولاية | 376٬805       | 5 134 كم2  |                  | موقع الولاية الالكتروني |
| Kyerwa District     | ولاية | 364٬328       | 2 575 كم2  |                  | موقع الولاية الالكتروني |
| Missenyi District   | ولاية | 229٬964       | 2 825 كم2  |                  | موقع الولاية الالكتروني |
| ولاية ميليبا ‏       | ولاية | 613٬190       | 3 518 كم2  |                  | موقع الولاية الالكتروني |
| Ngara District      | ولاية | 363٬227       | 3 305 كم2  |                  | موقع الولاية الالكتروني |
| المجموع             |       | 2٬789,577     | 25 265 كم2 |                  | موقع الإقليم الالكتروني |

### إقليم كيغوما

ولايات الإقليم

| الولاية          | النوع | السكان (2016) | المساحة    | المدينة / البلدة | موقع الكتروني           |
| ---------------- | ----- | ------------- | ---------- | ---------------- | ----------------------- |
| Kigoma-Ujiji     | مدينة | 237٬158       | 9٬267 كم2  | كيغوما           | موقع الولاية الالكتروني |
| كاسولو ‏          | بلدة  | 229٬218       | 9٬118 كم2  | كاسولو ‏          | موقع الولاية الالكتروني |
| Buhigwe District | ولاية | 279٬959       | 1 506 كم2  |                  | موقع الولاية الالكتروني |
| Kakonko District | ولاية | 184٬431       | 2 209 كم2  |                  | موقع الولاية الالكتروني |
| Kasulu District  | ولاية | 468٬679       | 7 196 كم2  |                  | موقع الولاية الالكتروني |
| Kibondo District | ولاية | 287٬652       | 13 407 كم2 |                  | موقع الولاية الالكتروني |
| Kigoma District ‏ | ولاية | 267٬712       | 9٬677 كم2  |                  | موقع الولاية الالكتروني |
| يوفينزا ‏         | ولاية | 387٬442       | 10 058 كم2 |                  | موقع الولاية الالكتروني |
| المجموع          |       | 2٬342,250     | 37 040 كم2 |                  | موقع الإقليم الالكتروني |

### إقليم جيتا

ولايات الإقليم

| الولاية           | النوع | السكان (2016) | المساحة    | المدينة / البلدة | موقع الكتروني           |
| ----------------- | ----- | ------------- | ---------- | ---------------- | ----------------------- |
| غيتا              | بلدة  | 192٬541       |            | غيتا             | موقع الولاية الالكتروني |
| ولاية بيكومبي ‏    | ولاية | 249٬416       | 8 056 كم2  |                  | موقع الولاية الالكتروني |
| مديرية تشاتو ‏     | ولاية | 405٬575       | 3 074 كم2  |                  | موقع الولاية الالكتروني |
| ولاية جايتا ‏      | ولاية | 704٬542       | 4 707 كم2  |                  | موقع الولاية الالكتروني |
| ولاية مبوغوي ‏     | ولاية | 215٬404       | 2 281 كم2  |                  | موقع الولاية الالكتروني |
| ولاية نيانغهوالي ‏ | ولاية | 164٬750       | 1 607 كم2  |                  | موقع الولاية الالكتروني |
| المجموع           |       | 1٬932,230     | 20 054 كم2 |                  | موقع الإقليم الالكتروني |

### اقليم مارا

ولايات الإقليم

| الولاية            | النوع | السكان (2016) | المساحة    | المدينة / البلدة | موقع الكتروني           |
| ------------------ | ----- | ------------- | ---------- | ---------------- | ----------------------- |
| مدينة موسوما ‏      | مدينة | 148٬223       | 6٬505 كم2  | موسوما           | موقع الولاية الالكتروني |
| Bunda Urban ‏       | بلدة  | 125٬751       |            | مدينة بوندا ‏     | موقع الولاية الالكتروني |
| Tarime Urban ‏      | بلدة  | 75٬655        |            | تاريم ‏           | موقع الولاية الالكتروني |
| ولاية بوندا ‏       | ولاية | 243٬971       | 3 093 كم2  |                  | موقع الولاية الالكتروني |
| ولاية بوتياما ‏     | ولاية | 266٬739       | 2 168 كم2  |                  | موقع الولاية الالكتروني |
| Musoma District ‏   | ولاية | 196٬807       | 1 070 كم2  |                  | موقع الولاية الالكتروني |
| ولاية روريا ‏       | ولاية | 292٬680       | 2 002 كم2  |                  | موقع الولاية الالكتروني |
| Serengeti District | ولاية | 275٬223       | 11 156 كم2 |                  | موقع الولاية الالكتروني |
| ولاية تاريم ‏       | ولاية | 299٬180       | 1 534 كم2  |                  | موقع الولاية الالكتروني |
| المجموع            |       | 1٬924,230     | 21 760 كم2 |                  | موقع الإقليم الالكتروني |

### إقليم موانزا

ولايات الإقليم

| الولاية           | النوع | السكان (2016) | المساحة   | المدينة / البلدة | موقع الكتروني           |
| ----------------- | ----- | ------------- | --------- | ---------------- | ----------------------- |
| Mwanza City ‏      | مدينة | 409٬397       | 1٬827 كم2 | موانزا           | موقع الولاية الالكتروني |
| Ilemela Urban ‏    | بلدة  | 386٬361       | 2٬547 كم2 | Ilemela          | موقع الولاية الالكتروني |
| Buchosa District  | ولاية | 369٬201       | 4 480 كم2 |                  | موقع الولاية الالكتروني |
| Kwimba District   | ولاية | 457٬897       | 3 254 كم2 |                  | موقع الولاية الالكتروني |
| Magu District     | ولاية | 337٬653       | 1 530 كم2 |                  | موقع الولاية الالكتروني |
| Misungwi District | ولاية | 396٬055       | 2 579 كم2 |                  | موقع الولاية الالكتروني |
| ولاية سينجيريمه ‏  | ولاية | 377٬649       | 3 153 كم2 |                  | موقع الولاية الالكتروني |
| Ukerewe District  | ولاية | 388٬778       | 6٬281 كم2 |                  | موقع الولاية الالكتروني |
| المجموع           |       | 3٬122,992     | 9 467 كم2 |                  | موقع الإقليم الالكتروني |

### إقليم شينيانغا

ولايات الإقليم

| الولاية               | النوع | السكان (2016) | المساحة    | المدينة / البلدة | موقع الكتروني           |
| --------------------- | ----- | ------------- | ---------- | ---------------- | ----------------------- |
| Shinyanga City ‏       | مدينة | 175٬245       | 5٬547 كم2  | شينيانغا ‏        | موقع الولاية الالكتروني |
| ولاية كاهاما الحضرية ‏ | مدينة | 262٬999       | 1 363 كم2  | كاهاما ‏          | موقع الولاية الالكتروني |
| Kishapu District      | ولاية | 296٬423       | 4 182 كم2  |                  | موقع الولاية الالكتروني |
| Msalala District      | ولاية | 272٬249       |            |                  | موقع الولاية الالكتروني |
| Shinyanga District ‏   | ولاية | 363٬123       | 3 569 كم2  |                  | موقع الولاية الالكتروني |
| Ushetu District       | ولاية | 296٬515       |            |                  | موقع الولاية الالكتروني |
| المجموع               |       | 1٬666,554     | 18 901 كم2 |                  | موقع الإقليم الالكتروني |

### اقليم سيميو[لغات أخرى]‏
| الولاية          | النوع | السكان (2016) | المساحة    | المدينة / البلدة | موقع الكتروني           |
| ---------------- | ----- | ------------- | ---------- | ---------------- | ----------------------- |
| Bariadi Urban ‏   | بلدة  | 167٬508       |            | Bariadi          | موقع الولاية الالكتروني |
| Bariadi District | ولاية | 287٬714       | 5 485 كم2  |                  | موقع الولاية الالكتروني |
| Busega District  | ولاية | 219٬149       | 1 312 كم2  |                  | موقع الولاية الالكتروني |
| Itilima District | ولاية | 337٬878       | 4 690 كم2  |                  | موقع الولاية الالكتروني |
| Maswa District   | ولاية | 370٬412       | 3 667 كم2  |                  | موقع الولاية الالكتروني |
| Meatu District   | ولاية | 322٬506       | 9 017 كم2  |                  | موقع الولاية الالكتروني |
| المجموع          |       | 1٬705,168     | 25 212 كم2 |                  | موقع الإقليم الالكتروني |

## الشمال

### إقليم أروشا

ولايات الإقليم

| الولاية             | النوع | السكان (2016) | المساحة    | المدينة / البلدة | موقع الكتروني           |
| ------------------- | ----- | ------------- | ---------- | ---------------- | ----------------------- |
| Arusha City ‏        | مدينة | 464٬701       | 2٬670 كم2  | أروشا            | موقع الولاية الالكتروني |
| Arusha District ‏    | ولاية | 360٬651       | 1 239 كم2  |                  | موقع الولاية الالكتروني |
| Karatu District     | ولاية | 256٬838       | 3 207 كم2  |                  | موقع الولاية الالكتروني |
| Longido District    | ولاية | 137٬424       | 7 885 كم2  |                  | موقع الولاية الالكتروني |
| Meru District       | ولاية | 299٬218       | 1 266 كم2  |                  | موقع الولاية الالكتروني |
| Monduli District    | ولاية | 177٬346       | 6 993 كم2  |                  | موقع الولاية الالكتروني |
| Ngorongoro District | ولاية | 194٬474       | 15 499 كم2 |                  | موقع الولاية الالكتروني |
| المجموع             |       | 1٬890,653     | 37 576 كم2 |                  | موقع الإقليم الالكتروني |

### إقليم كليمنجارو

ولايات الإقليم

| الولاية             | النوع | السكان (2016) | المساحة    | المدينة / البلدة | موقع الكتروني           |
| ------------------- | ----- | ------------- | ---------- | ---------------- | ----------------------- |
| Moshi City ‏         | مدينة | 197٬659       | 6٬339 كم2  | موشي             | موقع الولاية الالكتروني |
| ولاية حي ‏           | ولاية | 225٬804       | 9٬023 كم2  |                  | موقع الولاية الالكتروني |
| ولاية موشي الريفية ‏ | ولاية | 500٬591       | 1 300 كم2  |                  | موقع الولاية الالكتروني |
| Mwanga District     | ولاية | 140٬976       | 1 831 كم2  |                  | موقع الولاية الالكتروني |
| Rombo District      | ولاية | 279٬892       | 1 471 كم2  |                  | موقع الولاية الالكتروني |
| Same District       | ولاية | 289٬377       | 6 221 كم2  |                  | موقع الولاية الالكتروني |
| Siha District ‏      | ولاية | 124٬750       | 1 217 كم2  |                  | موقع الولاية الالكتروني |
| المجموع             |       | 1٬759,048     | 13 250 كم2 |                  | موقع الإقليم الالكتروني |

### إقليم مانيارا

ولايات الإقليم

| الولاية             | النوع | السكان (2016) | المساحة    | المدينة / البلدة | موقع الكتروني           |
| ------------------- | ----- | ------------- | ---------- | ---------------- | ----------------------- |
| Babati Urban ‏       | بلدة  | 105٬710       | 4٬713 كم2  | باباتي           | موقع الولاية الالكتروني |
| محافظة ‏             | بلدة  | 146٬130       |            | محافظة ‏          | موقع الولاية الالكتروني |
| Babati District     | ولاية | 354٬674       | 5 460 كم2  |                  | موقع الولاية الالكتروني |
| Hanang District ‏    | ولاية | 313٬345       | 3 636 كم2  |                  | موقع الولاية الالكتروني |
| Kiteto District ‏    | ولاية | 277٬785       | 12 945 كم2 |                  | موقع الولاية الالكتروني |
| Mbulu District      | ولاية | 217٬499       | 3 800 كم2  |                  | موقع الولاية الالكتروني |
| Simanjiro District ‏ | ولاية | 202٬879       | 19 928 كم2 |                  | موقع الولاية الالكتروني |
| المجموع             |       | 1٬618,020     | 44 522 كم2 |                  | موقع الإقليم الالكتروني |

### إقليم تانغا
| الولاية          | النوع | السكان (2016) | المساحة    | المدينة / البلدة | موقع الكتروني           |
| ---------------- | ----- | ------------- | ---------- | ---------------- | ----------------------- |
| Tanga City ‏      | مدينة | 298٬842       | 5٬965 كم2  | تنجا             | موقع الولاية الالكتروني |
| Handeni Urban ‏   | بلدة  | 86٬434        | 8٬374 كم2  | Handeni          | موقع الولاية الالكتروني |
| Korogwe Urban ‏   | بلدة  | 74٬683        | 2٬253 كم2  | كوروغوي          | موقع الولاية الالكتروني |
| Bumbuli District | ولاية | 174٬938       |            |                  |                         |
| Handeni District | ولاية | 302٬466       | 6 529 كم2  |                  | موقع الولاية الالكتروني |
| Kilindi District | ولاية | 258٬937       | 6 444 كم2  |                  | موقع الولاية الالكتروني |
| Korogwe District | ولاية | 264٬628       | 3 203 كم2  |                  | موقع الولاية الالكتروني |
| ولاية ليشوتو ‏    | ولاية | 363٬463       | 4 092 كم2  |                  | موقع الولاية الالكتروني |
| Mkinga District  | ولاية | 129٬084       | 2 712 كم2  |                  | موقع الولاية الالكتروني |
| Muheza District  | ولاية | 223٬544       | 1 498 كم2  |                  | موقع الولاية الالكتروني |
| Pangani District | ولاية | 59٬067        | 1 756 كم2  |                  | موقع الولاية الالكتروني |
| المجموع          |       | 2٬236,086     | 26 677 كم2 |                  | موقع الإقليم الالكتروني |

## الجنوب

### إقليم إيرينغا
| الولاية          | النوع | السكان (2016) | المساحة    | المدينة / البلدة | موقع الكتروني           |
| ---------------- | ----- | ------------- | ---------- | ---------------- | ----------------------- |
| Iringa City ‏     | مدينة | 158٬363       | 3٬691 كم2  | إيرينغا          | موقع الولاية الالكتروني |
| Mafinga Urban ‏   | بلدة  | 74٬963        | 5٬725 كم2  | Mafinga          | موقع الولاية الالكتروني |
| Iringa District ‏ | ولاية | 265٬811       | 18 786 كم2 |                  | موقع الولاية الالكتروني |
| Kilolo District  | ولاية | 228٬244       | 9 244 كم2  |                  | موقع الولاية الالكتروني |
| Mufindi District | ولاية | 257٬501       | 7 515 كم2  |                  | موقع الولاية الالكتروني |
| المجموع          |       | 984٬882       | 35 503 كم2 |                  | موقع الإقليم الالكتروني |

### إقليم كاتافي
| الولاية          | النوع | السكان (2016) | المساحة    | المدينة / البلدة | موقع الكتروني           |
| ---------------- | ----- | ------------- | ---------- | ---------------- | ----------------------- |
| مباندا           | بلدة  | 117٬109       | 3٬184 كم2  | مباندا           | موقع الولاية الالكتروني |
| Mlele District   | ولاية | 46٬019        | 30 787 كم2 |                  | موقع الولاية الالكتروني |
| Mpanda District  | ولاية | 203٬872       | 16 942 كم2 |                  | موقع الولاية الالكتروني |
| Mpimbwe District | ولاية | 117٬934       |            |                  | موقع الولاية الالكتروني |
| Nsimbo District  | ولاية | 157٬633       |            |                  | موقع الولاية الالكتروني |
| المجموع          |       | 642٬567       | 45 843 كم2 |                  | موقع الإقليم الالكتروني |

### إقليم مبيا
| الولاية            | النوع | السكان (2016) | المساحة    | المدينة / البلدة | موقع الكتروني           |
| ------------------ | ----- | ------------- | ---------- | ---------------- | ----------------------- |
| Mbeya City ‏        | مدينة | 424٬623       | 2٬525 كم2  | مبيا             | موقع الولاية الالكتروني |
| Busokelo District ‏ | ولاية | 106٬187       |            |                  | موقع الولاية الالكتروني |
| ولاية شونيا ‏       | ولاية | 172٬797       | 17 505 كم2 |                  | موقع الولاية الالكتروني |
| Kyela District     | ولاية | 244٬108       | 7٬559 كم2  |                  | موقع الولاية الالكتروني |
| Mbarali District   | ولاية | 331٬206       | 14 439 كم2 |                  | موقع الولاية الالكتروني |
| Mbeya District ‏    | ولاية | 336٬498       | 2 813 كم2  |                  | موقع الولاية الالكتروني |
| Rungwe District    | ولاية | 267٬605       | 2 155 كم2  |                  | موقع الولاية الالكتروني |
| المجموع            |       | 1٬883,024     | 37 700 كم2 |                  | موقع الإقليم الالكتروني |

### إقليم نجومبي
| الولاية               | النوع | السكان (2016) | المساحة    | المدينة / البلدة | موقع الكتروني           |
| --------------------- | ----- | ------------- | ---------- | ---------------- | ----------------------- |
| Njombe Urban ‏         | بلدة  | 134٬429       | 3 542 كم2  | نجومبي ‏          | موقع الولاية الالكتروني |
| Makambako Urban ‏      | بلدة  | 96٬857        | 8٬835 كم2  | Makambako        | موقع الولاية الالكتروني |
| Ludewa District       | ولاية | 137٬520       | 6 243 كم2  |                  | موقع الولاية الالكتروني |
| Makete District       | ولاية | 100٬407       | 3 996 كم2  |                  | موقع الولاية الالكتروني |
| Njombe Rural District | ولاية | 88٬516        | 3 448 كم2  |                  | موقع الولاية الالكتروني |
| Wanging'ombe District | ولاية | 167٬042       | 3 441 كم2  |                  | موقع الولاية الالكتروني |
| المجموع               |       | 724٬772       | 21 347 كم2 |                  | موقع الإقليم الالكتروني |

### إقليم روكوا[لغات أخرى]‏
| الولاية              | النوع | السكان (2016) | المساحة    | المدينة / البلدة | موقع الكتروني           |
| -------------------- | ----- | ------------- | ---------- | ---------------- | ----------------------- |
| Sumbawanga City ‏     | مدينة | 238٬491       | 1 374 كم2  | سومباوانغا       | موقع الولاية الالكتروني |
| Kalambo District     | ولاية | 236٬112       | 5 579 كم2  |                  | موقع الولاية الالكتروني |
| Nkasi District       | ولاية | 319٬666       | 9 824 كم2  |                  | موقع الولاية الالكتروني |
| Sumbawanga District ‏ | ولاية | 238٬491       | 5 226 كم2  |                  | موقع الولاية الالكتروني |
| المجموع              |       | 1٬141,953     | 22 792 كم2 |                  | موقع الإقليم الالكتروني |

### إقليم روفوما
| الولاية           | النوع | السكان (2016) | المساحة    | المدينة / البلدة | موقع الكتروني           |
| ----------------- | ----- | ------------- | ---------- | ---------------- | ----------------------- |
| Songea City ‏      | مدينة | 221٬313       | 5٬962 كم2  | سونجيا           | موقع الولاية الالكتروني |
| Mbinga Urban      | بلدة  | 140٬747       |            | Mbinga           | موقع الولاية الالكتروني |
| Madaba District   | ولاية | 52٬005        |            |                  | موقع الولاية الالكتروني |
| Mbinga District   | ولاية | 244٬256       | 4 840 كم2  |                  | موقع الولاية الالكتروني |
| Namtumbo District | ولاية | 219٬495       | 21 765 كم2 |                  | موقع الولاية الالكتروني |
| ولاية نياسا       | ولاية | 159٬103       | 3 660 كم2  |                  | موقع الولاية الالكتروني |
| Songea District ‏  | ولاية | 137٬209       | 14 027 كم2 |                  | موقع الولاية الالكتروني |
| Tunduru District  | ولاية | 324٬693       | 18 414 كم2 |                  | موقع الولاية الالكتروني |
| المجموع           |       | 1٬498,821     | 63 669 كم2 |                  | موقع الإقليم الالكتروني |

### سونجوي
| الولاية         | النوع | السكان (2016) | المساحة    | المدينة / البلدة | موقع الكتروني           |
| --------------- | ----- | ------------- | ---------- | ---------------- | ----------------------- |
| Tunduma Urban   | بلدة  | 142٬943       | 8٬747 كم2  | Tunduma          | موقع الولاية الالكتروني |
| Ileje District  | ولاية | 141٬589       | 1 880 كم2  |                  | موقع الولاية الالكتروني |
| Mbozi District  | ولاية | 507٬804       | 3 858 كم2  |                  | موقع الولاية الالكتروني |
| Momba District  | ولاية | 191٬976       | 4 818 كم2  |                  | موقع الولاية الالكتروني |
| Songwe District | ولاية | 152٬103       | 11 164 كم2 |                  | موقع الولاية الالكتروني |
| المجموع         |       | 1٬136,415     | 22 600 كم2 |                  | موقع الإقليم الالكتروني |

## زنجبار

### زنجبار الحضرية / المقاطعة الغربية
| الولاية                | النوع | السكان (2016) | المساحة | المدينة / البلدة | موقع الكتروني           |
| ---------------------- | ----- | ------------- | ------- | ---------------- | ----------------------- |
| مدينة زنجبار           | مدينة |               |         |                  | موقع الولاية الالكتروني |
| Zanzibar West District | ولاية |               |         |                  | موقع الولاية الالكتروني |
| المجموع                |       | 999           |         |                  | موقع الإقليم الالكتروني |

### إقليم شمال زنجبار
| الولاية           | النوع | السكان (2016) | المساحة | المدينة / البلدة | موقع الكتروني           |
| ----------------- | ----- | ------------- | ------- | ---------------- | ----------------------- |
| إقليم شمال زنجبار | ولاية |               |         |                  | موقع الولاية الالكتروني |
| إقليم شمال زنجبار | ولاية |               |         |                  | موقع الولاية الالكتروني |
| المجموع           |       | 999           |         |                  | موقع الإقليم الالكتروني |

### إقليم جنوب أونغوجا[لغات أخرى]‏
| الولاية       | النوع | السكان (2016) | المساحة | المدينة / البلدة | موقع الكتروني           |
| ------------- | ----- | ------------- | ------- | ---------------- | ----------------------- |
| ولاية كاتي ‏   | ولاية |               |         |                  | موقع الولاية الالكتروني |
| ولاية كيسيني ‏ | ولاية |               |         |                  | موقع الولاية الالكتروني |
| المجموع       |       | 999           |         |                  | موقع الإقليم الالكتروني |

### إقليم شمال بيمبا[لغات أخرى]‏
| الولاية         | النوع | السكان (2016) | المساحة | المدينة / البلدة | موقع الكتروني           |
| --------------- | ----- | ------------- | ------- | ---------------- | ----------------------- |
| ولاية ميشيويني ‏ | ولاية |               |         |                  | موقع الولاية الالكتروني |
| ولاية ويتي ‏     | ولاية |               |         |                  | موقع الولاية الالكتروني |
| المجموع         |       | 999           |         |                  | موقع الإقليم الالكتروني |

### إقليم جنوب بيمبا
| الولاية       | النوع | السكان (2016) | المساحة | المدينة / البلدة | موقع الكتروني           |
| ------------- | ----- | ------------- | ------- | ---------------- | ----------------------- |
| ولاية شاك ‏    | ولاية |               |         |                  | موقع الولاية الالكتروني |
| ولاية مكواني ‏ | ولاية |               |         |                  | موقع الولاية الالكتروني |
| المجموع       |       | 999           |         |                  | موقع الإقليم الالكتروني |

## روابط خارجية
- الخريطة الرسمية لتنزانيا مع الأقاليم والولايات الجديدة ، وزارة الأراضي والإسكان وتنمية المستوطنات البشرية في تنزانيا ، 21 سبتمبر 2012[وصلة مكسورة]